# Jamajka na Letnich Igrzyskach Olimpijskich 1992
Jamajkę na Letnich Igrzyskach Olimpijskich 1992 reprezentowało 36 zawodników: 22 mężczyzn, 14 kobiet. Reprezentacja Jamajki zdobyła 4 medale, wszystkie w lekkoatletyce. Był to 11 start reprezentacji Jamajki na letnich igrzyskach olimpijskich.

## Zdobyte medale
| Medal  | Zawodnik           | Dyscyplina    | Konkurencja                         | Rezultat |
| ------ | ------------------ | ------------- | ----------------------------------- | -------- |
| Srebro | Juliet Cuthbert    | Lekkoatletyka | bieg na 100 m kobiet                | 10,83 s  |
| Srebro | Juliet Cuthbert    | Lekkoatletyka | bieg na 200 m kobiet                | 22,02 s  |
| Srebro | Winthrop Graham    | Lekkoatletyka | bieg na 400 m przez płotki mężczyzn | 47,66 s  |
| Brąz   | Merlene Ottey-Page | Lekkoatletyka | bieg na 200 m kobiet                | 22,09 s  |

## Skład kadry

### Boks
Mężczyźni
- St. Aubyn Hines waga papierowa do 48 kg – 17. miejsce,
- Delroy Leslie waga lekka do 60 kg – 17. miejsce,

### Kolarstwo
Mężczyźni
- Michael McKay – kolarstwo szosowe – wyścig ze startu wspólnego – nie ukończył wyścigu,
- Arthur Tenn – kolarstwo szosowe – wyścig ze startu wspólnego – nie ukończył wyścigu,
- Andrew Myers

kolarstwo torowe – sprint – odpadł w eliminacjach,
kolarstwo torowe – wyścig na 1 km ze startu zatrzymanego – 29. miejsce,

### Lekkoatletyka
Kobiety
- Juliet Cuthbert

bieg na 100 m – 2. miejsce,
bieg na 200 m – 2. miejsce,
- Merlene Ottey-Page

bieg na 100 m – 5. miejsce,
bieg na 200 m – 3. miejsce,
- Dahlia Duhaney – bieg na 100 m – odpadła w ćwierćfinale,
- Grace Jackson-Small – bieg na 200 m – 6. miejsce,
- Sandie Richards – bieg na 400 m – 7. miejsce,
- Juliet Campbell – bieg na 400 m – odpadła w ćwierćfinale,
- Claudine Williams – bieg na 400 m – odpadła w ćwierćfinale,
- Gillian Russell – bieg na 100 m przez płotki – odpadła w półfinale,
- Dionne Rose – bieg na 100 m przez płotki – odpadła w półfinale,
- Michelle Freeman – bieg na 100 m przez płotki – odpadła w ćwierćfinale,
- Deon Hemmings – bieg na 400 m przez płotki – 7. miejsce,
- Michelle Freeman, Juliet Cuthbert, Dahlia Duhaney, Merlene Ottey-Page – sztafeta 4 × 100 m – nie ukończyły biegu finałowego,
- Catherine Pomales-Scott, Cathy Rattray-Williams, Juliet Campbell, Sandie Richards, Claudine Williams[3] – sztafeta 4 × 400 m – 5. miejsce,
- Dionne Rose – skok w dal – 24. miejsce,
- Diane Guthrie-Gresham – skok w dal – nie sklasyfikowana (nie oddała żadnej udanej próby),

Mężczyźni
- Ray Stewart – bieg na 100 m – 7. miejsce,
- Clive Wright – bieg na 200 m – odpadł w półfinale,
- Devon Morris – bieg na 400 m – odpadł w ćwierćfinale,
- Dennis Blake – bieg na 400 m – odpadł w ćwierćfinale,
- Anthony Wallace – bieg na 400 m – odpadł w eliminacjach,
- Clive Terrelonge – bieg na 800 m – odpadł w półfinale,
- Richard Bucknor – bieg na 110 m przez płotki – odpadł w ćwierćfinale,
- Anthony Knight – bieg na 110 m przez płotki – odpadł w eliminacjach,
- Winthrop Graham – bieg na 400 m przez płotki – 2. miejsce,
- Mark Thompson – odpadł w eliminacjach (dyskwalifikacja),
- Michael Green, Rudolph Mighty, Anthony Wallace, Ray Stewart – sztafeta 4 × 100 m – odpadli w eliminacjach (nie ukończyli biegu eliminacyjnego),
- Dennis Blake, Devon Morris, Howard Davis, Patrick O’Connor – sztafeta  4 × 400 m – odpadli w eliminacjach (dyskwalifikacja),

### Tenis stołowy
Mężczyźni
- Michael Hyatt – gra pojedyncza – 33. miejsce,

### Żeglarstwo
- Andrew Gooding, Robert Quinton – klasa 470 mężczyźni – 33. miejsce,